# Jarl
Pour les articles homonymes, voir Jarl (homonymie).

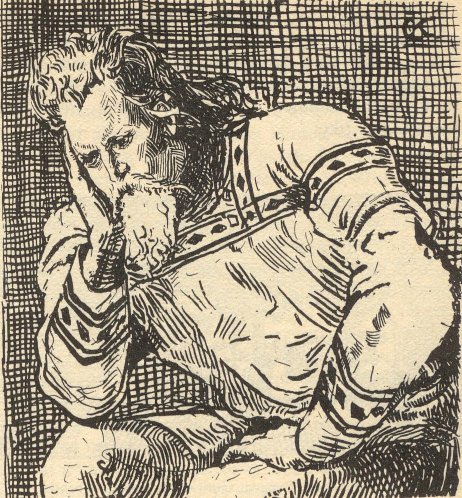
Le jarl Håkon Sigurdsson.

Le jarl (prononcer « yarl ») désigne un chef scandinave ou un grand noble au-dessous du rang de roi. 
À l'origine, il désigne en vieux norrois ou en danois un chef de clan ou un sous-roi.
En langue scandinave, il était l'équivalent de chef de guerre ou comte.
Jarl a donné le mot anglais earl, titre nobiliaire équivalent au comte.

## Étymologie
Le terme jarl est un cognat du vieil anglais eorl et de son descendant anglais moderne earl, traduit par comte. Il a été comparé au nom des Hérules et à l’erilaz runique. Selon John D. Bengtson, il correspondrait étroitement au terme indo-iranien Arya : « personne de haut rang », les deux termes étant formés avec différents suffixes proto-indo-européens.

## Différents usages

### Scandinavie

#### Norvège
Parmi les différents jarls de Scandinavie, on peut notamment citer les jarls de Lade en Norvège.

### Normandie
En Normandie, le chef viking Rollon le Marcheur (911-927), et ses successeurs, Guillaume Longue-Épée (927-942) et Richard Sans-Peur (942-996), bien que comtes de Rouen ou encore ducs de Normandie, portèrent le titre de « jarl des Normands » de la Seine.

### Autres colonies
Le jarl Rogeirr (Roger Ier de Sicile) règne en Sicile normande.

## Usages dans la société et la culture

### Livres
- Snorri Sturluson (trad. François-Xavier Dillmann), Histoire des rois de Norvège [« Heimskringla »], Paris, Gallimard, coll. « L'aube des peuples », p. 20
- Régis Boyer, Les Vikings : histoire et civilisation, Paris, Perrin, coll. « Tempus », 2002  (ISBN 2262019541).
- Régis Boyer, L'Edda Poétique, Fayard, 1992, Collection Sciences Humaines, p. 686
- Makoto Yukimura, Vinland Saga, Kurokawa, 2005

### Société
- « Le Jarl » est le pseudonyme de Yovan Delourme, influenceur et co-gérant du club « 1988 » à Rennes[6],[7].

### Cinéma et séries
- Le roi Arthur: La légende d'Excalibur, 2017 par Guy Ritchie (réalisateur)
- Vikings, 2013, émission TV, Michael Hirst[8].
- The Last Kingdom, 2015, Émission TV, Peter Hoar, Stephen Butchar.
- Vinland Saga, 2019

### Jeux vidéo
- The Elder Scrolls IV: Oblivion
- The Elder Scrolls V: Skyrim[réf. nécessaire]
- The Elder Scrolls Online
- For Honor
- World of Warcraft
- Saga Dragon Age où l’orthographe est modifié en Iarl
- The Witcher 3: Wild Hunt
- Age of Mythology
- Assassin's Creed Valhalla
- God of War 4
- God of War: Ragnarök